# 王岚 (1974年)
王岚（1974年2月—），湖北武汉人，女，汉族，中国共产党党员。中华人民共和国政治人物。曾任上海市长宁区区长、中共上海长宁区委书记。2023年1月，跨省升任黑龙江省人民政府副省长。
她也是中国共产党第二十次全国代表大会代表。